# جان اینزوورت-دیویس
جان اینزوورت-دیویس (انگلیسی: John Ainsworth-Davis؛ ۲۳ آوریل ۱۸۹۵ – ۳ ژانویه ۱۹۷۶) دونده اهل بریتانیا بود.